# Lotononis burchellii
Lotononis burchellii är en ärtväxtart som beskrevs av George Bentham. Lotononis burchellii ingår i släktet Lotononis och familjen ärtväxter. Inga underarter finns listade i Catalogue of Life.